# 5569 Colby
5569 Colby este un asteroid din centura principală de asteroizi.

## Descriere
5569 Colby este un asteroid din centura principală de asteroizi. A fost descoperit pe 22 martie 1974 la Cerro El Roble de Carlos Torres (astronom). El prezintă o orbită caracterizată de o semiaxă mare de 2,44 ua, o excentricitate de 0,16 și o înclinație de 5,3° în raport cu ecliptica.